# Patentboden

0713 laut FEFCO-Code

Der Patentboden ist eine Bodenvariante bei Faltschachteln, die aus Karton, Wellpappe oder Kunststoff gefertigt werden. Er besteht bei einer rechteckigen Grundfläche aus vier Laschen, die mit 45-Grad-Winkellaschen miteinander verklebt sind. So richten sie sich beim Aufrichten des Grundkörpers automatisch mit auf und verhaken ineinander. Die Stabilität des Bodens wird durch die Belastung mit einem Packgut noch erhöht.
Es gibt auch eine Variante für Faltschachteln mit einer sechseckigen Grundfläche.

## Verwendung
- im ECMA-Code z. B. A6020.
- im FEFCO-Code z. B. 0713.

## Weitere Bezeichnungen
Der Patentboden ist auch unter folgenden Bezeichnungen bekannt:
- Automatikboden
- Geklebter Faltboden
- Klebefaltboden
- Faltboden
- SV-Boden
- Selbstverschlussboden
- Blitzboden
- Aufrichteboden
- Dreipunkt-geklebte Faltschachtel

## Vorteil
Der Boden richtet sich automatisch auf.

## Nachteil
Der Boden muss verklebt werden.